# Clemenza d'Ungheria
Clemenza d'Ungheria, oppure Clemenza d'Angiò (in francese Clémence de Hongrie, in inglese Clémence d'Anjou, in spagnolo
Clemencia de Hungría e in ungherese Magyarországi Klemencia; Napoli, 8 febbraio 1293 – Parigi, 12 ottobre 1328), fu regina consorte di Francia e regina consorte di Navarra per circa un anno (1315-1316).

## Origine
Era figlia del re titolare d'Ungheria, Carlo Martello d'Angiò e di Clemenza d'Asburgo, figlia a sua volta dell'imperatore Rodolfo I del Sacro Romano Impero e di Gertrude di Hohenberg. Fu la sorella di Carlo I, capostipite della dinastia d'Angiò sul trono ungherese.

## Biografia
Rimase orfana all'età di circa due anni, dopo le morti successive del padre, avvenuta a Napoli nel 1295 e, sempre a Napoli, della madre, morta di dolore per la perdita del marito.
Per la politica angioina di avere buoni rapporti col regno francese, nel 1315 fu concordato il matrimonio dell'orfana Clemenza col re di Francia e di Navarra, Luigi X l'Attaccabrighe, il quale al momento era sposato con Margherita di Borgogna, rinchiusa nelle carceri della fortezza di Château-Gaillard, Eure.
Margherita morì, in carcere, il 15 agosto 1315, molto probabilmente strangolata, e Luigi X poté così sposare, il 19 agosto, Clemenza, che venne incoronata il 24 agosto regina nella cattedrale di Reims.
Il 5 giugno 1316, Clemenza rimase vedova e si creò un problema di successione, perché essendo lei incinta di circa quattro mesi, si aveva la possibilità di scegliere tre strade: o attendere la nascita del bambino o proclamare regina la figliastra di Clemenza Giovanna in quanto primogenita del re defunto, o proclamare re il fratello di Luigi, Filippo il Lungo.
Fu deciso di attendere la nascita dell'eventuale erede al trono, mentre Filippo il Lungo avrebbe tenuto la reggenza del regno.
Il 15 novembre Clemenza diede alla luce un maschio, proclamato immediatamente re col nome di Giovanni I, detto il Postumo, sotto la reggenza dello zio, Filippo.
Giovanni però, dopo cinque giorni di vita, morì (20 novembre 1316) e si ripresentò il dilemma della successione al trono di Francia e di Navarra. Filippo era sostenuto dallo zio Luigi di Évreux, dalla suocera Matilde di Artois e dalla chiesa. Giovanna era sostenuta dalla famiglia della madre dei duchi di Borgogna.
I pari di Francia si pronunciarono a maggioranza per Filippo.
Il 9 gennaio 1317, il reggente, Filippo, conte di Poitiers, fu incoronato re con i nomi di Filippo V di Francia e Filippo II di Navarra.
I motivi per cui Giovanna fu esclusa dal trono furono due:
- la condanna di sua madre Margherita di Borgogna, riconosciuta colpevole di adulterio fin dal 1311 con il cavaliere normanno Philippe d'Aunaye, e quindi, essendo lei nata nel 1312, insinuando dubbi sulla legittima paternità.
- una vecchia legge dei Franchi, la legge salica, fu applicata; essa stabiliva che le eredità dei terreni non seguissero la linea femminile. In questa occasione, per la prima volta, fu applicata in Francia per escludere dalla successione al trono le discendenze femminili.

Nel 1317, Clemenza si trasferì ad Avignone e poi nel 1318, si trasferì nel convento dei domenicani di Aix-en-Provence, nella contea di Provenza, feudo angioino.
Ritornata a Parigi, morì il 12 ottobre 1328 e tre giorni dopo fu sepolta nel convento dei domenicani, detto dei giacobini.

## Discendenza
Clemenza diede a Luigi un solo figlio:
- Giovanni I, detto il Postumo (15 novembre 1316 - 20 novembre 1316)

## Ascendenza
|                        |                      |                         | Genitori                           |  |  | Nonni |  |  | Bisnonni        |  |  | Trisnonni             |  |
|                        |                      |                         |                                    |  |  |       |  |  | Carlo I d'Angiò |  |  | Luigi VIII di Francia |  |
|                        |                      |                         |                                    |  |  |       |  |  | Carlo I d'Angiò |  |  | Luigi VIII di Francia |  |
|                        |                      | Bianca di Castiglia     |                                    |  |  |       |  |  | Carlo I d'Angiò |  |  |                       |  |
| Carlo II di Napoli     |                      |                         |                                    |  |  |       |  |  | Carlo I d'Angiò |  |  |                       |  |
|                        |                      | Beatrice di Provenza    | Raimondo Berengario IV di Provenza |  |  |       |  |  |                 |  |  |                       |  |
|                        |                      | Beatrice di Provenza    | Raimondo Berengario IV di Provenza |  |  |       |  |  |                 |  |  |                       |  |
|                        |                      | Beatrice di Provenza    | Beatrice di Savoia                 |  |  |       |  |  |                 |  |  |                       |  |
| Carlo Martello d'Angiò |                      | Beatrice di Provenza    |                                    |  |  |       |  |  |                 |  |  |                       |  |
|                        |                      | Stefano V d'Ungheria    | Béla IV d'Ungheria                 |  |  |       |  |  |                 |  |  |                       |  |
|                        |                      | Stefano V d'Ungheria    | Béla IV d'Ungheria                 |  |  |       |  |  |                 |  |  |                       |  |
|                        |                      | Stefano V d'Ungheria    | Maria Lascaris di Nicea            |  |  |       |  |  |                 |  |  |                       |  |
| Maria d'Ungheria       |                      | Stefano V d'Ungheria    |                                    |  |  |       |  |  |                 |  |  |                       |  |
|                        |                      | Elisabetta dei Cumani   | Köten                              |  |  |       |  |  |                 |  |  |                       |  |
|                        |                      | Elisabetta dei Cumani   | Köten                              |  |  |       |  |  |                 |  |  |                       |  |
|                        |                      | Elisabetta dei Cumani   | Mstislawna                         |  |  |       |  |  |                 |  |  |                       |  |
| Clemenza d'Ungheria    |                      | Elisabetta dei Cumani   |                                    |  |  |       |  |  |                 |  |  |                       |  |
|                        | Alberto IV il Saggio | Rodolfo il Vecchio      |                                    |  |  |       |  |  |                 |  |  |                       |  |
|                        | Alberto IV il Saggio | Rodolfo il Vecchio      |                                    |  |  |       |  |  |                 |  |  |                       |  |
|                        | Alberto IV il Saggio | Agnese di Staufen       |                                    |  |  |       |  |  |                 |  |  |                       |  |
| Rodolfo I d'Asburgo    | Alberto IV il Saggio |                         |                                    |  |  |       |  |  |                 |  |  |                       |  |
|                        |                      | Edvige di Kyburg        | Ulrico di Kyburg                   |  |  |       |  |  |                 |  |  |                       |  |
|                        |                      | Edvige di Kyburg        | Ulrico di Kyburg                   |  |  |       |  |  |                 |  |  |                       |  |
|                        |                      | Edvige di Kyburg        | ?                                  |  |  |       |  |  |                 |  |  |                       |  |
| Clemenza d'Asburgo     |                      | Edvige di Kyburg        |                                    |  |  |       |  |  |                 |  |  |                       |  |
|                        |                      | Burcardo V di Hohenberg | Burcardo IV di Hohenberg           |  |  |       |  |  |                 |  |  |                       |  |
|                        |                      | Burcardo V di Hohenberg | Burcardo IV di Hohenberg           |  |  |       |  |  |                 |  |  |                       |  |
|                        |                      | Burcardo V di Hohenberg | Valpurga di Aichelberg             |  |  |       |  |  |                 |  |  |                       |  |
| Gertrude di Hohenberg  |                      | Burcardo V di Hohenberg |                                    |  |  |       |  |  |                 |  |  |                       |  |
|                        |                      | Matilde di Tubinga      | Rodolfo II di Tubinga              |  |  |       |  |  |                 |  |  |                       |  |
|                        |                      | Matilde di Tubinga      | Rodolfo II di Tubinga              |  |  |       |  |  |                 |  |  |                       |  |
|                        |                      | Matilde di Tubinga      | ? di Ronsberg                      |  |  |       |  |  |                 |  |  |                       |  |
|                        |                      | Matilde di Tubinga      |                                    |  |  |       |  |  |                 |  |  |                       |  |